# Королевство Афганистан
Короле́вство Афганиста́н (пушту د افغانستان واکمنان‎ Dǝ Afġānistān wākmanān; дари پادشاهی افغانستان Pādešāhī-ye Afġānestān) — независимое афганское государство, существовавшее в период с момента упразднения эмирата в 1926 году и до революции 1973 года.

## История
Эмират Афганистан в 1926 году был преобразован в Королевство Афганистан, когда эмир Аманулла ввёл в действие конституцию и стал королём.
В 1973 году член королевской семьи, бывший премьер-министр Мухаммед Дауд сверг королевскую власть в почти бескровном перевороте, что завершило историю Королевства Афганистан.

## Правление Амануллы
Аманулла, третий сын эмира Хабибуллы, пришёл к власти после смерти отца на охоте 20 февраля 1919 года. За десятилетнее правление он попытался полностью реформировать Афганистан. Первым делом он добился полной независимости страны от Британской империи через несколько лет после третьей англо-афганской войны 1919 года.
Аманулла проводил кардинальные реформы внутри страны. Если бы его реформы завершились, облик Афганистана изменился бы полностью. Но, несмотря на предупреждения и советы своего дяди, он проводил реформы слишком быстро и нажил много врагов среди лидеров племён, армейских офицеров и религиозных лидеров, что привело в итоге к гражданской войне и смене власти.
Одна из реформ Амануллы — переход на исчисление времени по солнечному календарю.
Во внешней политике, после войны 1919 года, закончившейся перемирием, заключённым в Равалпинди, Аманулла установил дипломатические отношения сначала с Советской Россией, затем с другими странами, а в 1921 году Афганистан заключил договор о дружбе с РСФСР — первый международный договор Афганистана.

### Реформа армии
Аманулла пытался снизить роль племенных связей в вооружённых силах, он изменил принципы призыва в армию таким образом, чтобы вожди племён не могли выбирать, кто будет служить в ней по образцу турецкой армии. В результате в афганской армии сформировался слой офицеров, настроенных против турецкого влияния.
В 1921 году с помощью Советской России Аманулла создал военно-воздушные силы — первые афганские пилоты прошли обучение в РСФСР, в дальнейшем обучались во Франции, Италии и Турции.

### Социальные реформы
Аманулла проводил политику секуляризации страны: ввёл всеобщее образование, в том числе кочевников, уравнял женщин в гражданских правах, в том числе отменил требования к женщинам закрывать голову и тело, стимулировал ношение европейской одежды.

### Экономические реформы
В 1923 году по инициативе Амануллы Афганистан перешёл на новую национальную валюту — афгани.
В 1928 году Аманулла создал национальный банк Афганистана (Банка-и-Мелли).
Аманулла провёл реорганизацию налогообложения в целях её рационализации, в ходе которой была проведена перепись скота для целей налогообложения. Он организовал борьбу с мародерством и коррупцией, в 1922 году сформировал первый бюджет страны.
Также Аманулла пытался внедрить метрическую систему мер, но эта реформа не была завершена.

### Политические реформы
В 1923 году Аманулла создал первую конституцию Афганистана, в которой были закреплены гарантии гражданских прав, изложенные ранее им в декрете. С этого момента страна стала конституционной монархией, из эмирата переименована в королевство, и Аманулла стал именоваться королём.
Он ввёл национальную регистрацию граждан и их удостоверения личности, создал законодательное собрание, светскую судебную систему, светские уголовный, гражданский и коммерческий кодексы. Он запретил традиционный институт кровной мести и практику наёмных убийц, отменил субсидии и привилегии вождей племён и королевской семьи.
Аманулла последовательно снижал роль шариата в жизни страны как источника права. Однако религиозные лидеры были этим недовольны и после восстания в Хосте (1924—1925) произошёл откат.

## Гражданская война 1928—1929 годов
В ноябре 1928 года племена Синвари Пуштун подняли восстание в Джелалабаде и наступали на Кабул. К Кабулу также подошли с севера войска во главе с таджиком Хабибулла-ханом (другие люди называли его Хабибулла Бачаи-и Саккао, что в переводе означает Сын Водовоза). В январе 1929 года Аманулла отрёкся от престола в пользу своего старшего брата Инаятуллы, который через три дня бежал в Индию, а трон захватил Хабибулла-хан. Аманулла попытался вернуть власть, но не преуспел в этом и остаток жизни провёл также в изгнании.
Хабибулла правил страной девять месяцев, его правлением были недовольны пуштуны (с помощью которых он получил власть). Следующими прендентами на трон были братья Мусахибан, старший из которых, Надир-хан, был военным министром при Аманулле. Отряды братьев захватили Кабул 10 октября 1929 года, и 6 дней спустя Надир был провозглашён монархом. Хабибулла бежал из Кабула, был арестован в Кохистане[уточнить] и казнён 3 ноября 1929 года. На этом политический кризис закончился.
Восстание плёмён, в результате которого Аманулла был свергнут, выросло из оппозиции племенных и религиозных лидеров к его программе реформ, хотя основными пострадавшими от реформ были жители городов, а не племена.

## Правление семьи Мусахибан

### Правление Надир-шаха
Мухаммед Надир-шах отменил большинство реформ Амануллы и пытался восстановить сильную армию и подчинить племена. В 1930 году против него восстали синварские пуштуны, были выступления со стороны другого таджикского лидера. Также на территории Афганистана обосновался узбекский басмач, отряды которого совершали набеги на советскую территорию, и в погоне за ним в афганскую территорию вклинивались советские войска. В 1931 году правительственным войскам Надир-шаха удалось подавить все восстания и вытеснить узбекских повстанцев на советскую территорию.
Восстановление Афганистана Надир-шах осуществлял без какой бы то ни было иностранной помощи.
Надир-шах был убит в 1933 году юношей из семьи, враждовавшей с королём с момента его прихода к власти.

#### Политический строй
В 1930 году Надир-шах сформировал правительство из 10 человек, в основном членов своей семьи. Он созвал Лойя джиргу, которая подтвердила его властные полномочия.
В 1931 году Надир-шах издал свою конституцию, в которой формально декларировалась конституционная монархия, на деле же конституция никак не ограничивала власть королевской семьи.
Конституция Надир-шаха основывалась на ортодоксальных конфессиональных принципах, что успокоило религиозных лидеров. При этом он проводил политику мягких (постепенных) реформ.

#### Внешняя политика
Надир-шах поддерживал те же внешние связи, что и Аманулла, он сохранил международные соглашения, подписанные им.

#### Экономическая политика
Надир-шах форсировал дорожное строительство и развивал экономические связи внутри страны.
Он установил экономические связи с теми же странами, с которыми Аманулла установил дипломатические отношения.
Под руководством нескольких видных предпринимателей Надир-шах создал банковскую систему и долгосрочное экономическое планирование.

#### Реформа армии
Из практически отсутствовавшей Надир-шах создал к 1933 году сорокатысячную армию.

### Правление Захир-шаха
После насильственной смерти Мухаммеда Надир-шаха в ноябре 1933 года королём становится его сын Мухаммед Захир Шах. Захир-шах стал последним королём Афганистана, он свергнут в 1973 году собственным двоюродным братом Мухаммедом Даудом.
В первые тридцать лет Захир Шах правил совместно с советниками из королевской семьи (своими дядями и двоюродным братом Мухаммедом Дауд-ханом). В последнее десятилетие своего правления Захир-шах властвовал без оглядки на них.

#### 1933—1953
В этот период своей истории под руководством шаха правительство Афганистана наладило взаимоотношения с внешним миром, прежде всего с СССР, Великобританией и США.
Трое из четырёх братьев Мусахибан пережили смерть Надир-шаха и были советниками Захир Шаха в течение 20 лет. Старший из братьев, Мухаммад Хашим был премьер-министром при Надир-шахе и до 1946 года оставался на этом посту, когда премьер-министром стал его младший брат, шах Махмуд.
Приоритетом правительства было развитие экономики, в том числе транспорт и связь. Чтобы не зависеть от СССР и Британии, правительство Мухаммад Хашима пригласило специалистов и бизнесменов из Германии, с помощью которых к 1935 году были построены заводы и гидроэлектростанции. Техническую помощь также оказывали Япония и Италия, хотя и в небольших объёмах.
В 1934 году Королевство Афганистан вступило в Лигу Наций. В том же году США признали Афганистан.
В 1937 году Королевство заключило Саадабадский договор с Ираном, Ираком и Турцией, что укрепило связи Афганистана с соседними исламскими странами.
Во время Второй мировой войны Афганистан соблюдал нейтралитет, что позволило ему успешно экспортировать сельскохозяйственную продукцию.
Шах Махмуд, ставший премьер-министром в 1946 году, стал проводить политику политической либерализации страны.
Премьер-министр разрешил свободные выборы в Национальную ассамблею, в результате в 1949 году был избран «либеральный парламент».
Правительство Махмуда разрешило оппозиционные политические движения и оппозиционную прессу. Самой активной политической организацией было основанное в Кандагаре в 1947 году студенческое движение Вих-и-Залмаян (Пробудившаяся молодёжь), представлявшее собой объединение диссидентских групп. Помимо проведения политических дебатов студенты создавали спектакли и публикации, критиковавшие ислам и монархию. Одним из политических требований оппозиции было создание более открытой политической системы. Либерализация пошла дальше, чем планировал премьер-министр, и эксперимент был прекращён: в 1951 году был распущен Студенческий союз Кабульского университета, закрыты оппозиционные газеты, арестованы лидеры оппозиции. Избранный в 1952 году парламент стал консервативным.
Резкое наступление реакции вызвало разочарование прогрессивных людей, настроенных до того на сотрудничество с правительством, и подпитало революционные и радикальные политические движения.
В экономике главным достижением правительства Махмуда стала реализация проекта «Гильмендская долина» (англ. Helmand Valley Project)., по которому в партнёрстве с США была построена ирригационная инфраструктура по использованию воды Гильменда в сельском хозяйстве Афганистана.

#### 1953—1963
В сентябре 1953 года, после внутренней борьбы в правящей семье, премьер-министром был назначен Мухаммед Дауд, двоюродный брат короля. Хотя он был молод и получил образование в Европе, но не оправдал надежд оппозиции на скорую либерализацию политической жизни страны.
Дауд был сторонником экономической модернизации, он активно поддерживал оросительный проект «Гильмендская долина».
В социальной политике он был осторожен, и медленно проводил эмансипацию женщин, хотя и вступал при этом в конфликт с религиозными деятелями. В целом его социальная политика была успешной.
Во внешней политике Дауд пытался лавировать между сверхдержавами, используя противоречия между СССР и США в поисках помощи в целях развития своей страны. В региональной политике Дауд придерживался идеи о Пуштунистане, что привело к конфликту с Пакистаном. Результатом такой политики стали экономические потрясения, из-за которых его политический вес в итоге сильно снизился.
Из-за конфликта с Пакистаном, вылившегося в закрытие пакистано-афганской границы в 1955 году и отказ Ирана предоставить транзит, афганскому правительству пришлось искать дружбы с СССР с целью получить транспортный коридор для международной торговли. В итоге в середине 1950-х правительство Дауда получило небольшую финансовую помощь от США (в основном, в рамках ирригационного проекта) и военную помощь от СССР. Помимо поставок военной техники, СССР построил три военных аэродрома (в Баграме, Мазари-Шарифе и Шинданде).
В 1960 году, сразу после смены власти в Пакистане, Афганистан попытался путём интервенции получить контроль над пакистанской частью территории пуштунских племён. Афганские войска были разбиты пакистанской армией, 6 сентября 1961 года Пакистан разорвал дипломатические отношения с Афганистаном и закрыл границу. В результате урожай 1961 года, предназначенный на экспорт из Афганистана в Индию, стало невозможно доставить покупателям. На выручку пришёл СССР с предложением выкупить часть продукции и воздушным транспортом отправить в Индию. Оставшуюся часть афганская авиакомпания Ariana Afghan Airlines переправляла в Индию до 1962 года.
Пакистан закрыл границу даже для кочевников Гилзай (также известных под названиями Пауинды и Сулейман Кхел), которые зиму проводят на территории Пакистана и Индии, а лето — в Афганистане.
Экономическое положение Афганистана сильно ухудшилось из-за отсутствия таможенных поступлений, валютные резервы истощились. Ситуация зашла в тупик. К 1963 году стало ясно, что ни Дауд в Афганистане, ни Аюб Хан в Пакистане не пойдут на уступки для нормализации отношений между странами. В марте 1963 года при поддержке королевской семьи король Захир-шах отправил Мухаммеда Дауда в отставку с поста премьер-министра. Дауд, хотя и контролировал афганскую армию, согласился со своей отставкой.

#### 1963—1973
В 1963 году премьер-министром стал Мухаммед Юсуф, непуштунский технократ, получивший образование в Германии. До этого момента он был министром шахт и промышленности. Возглавляемое им правительство декларировало и стремилось к переменам.
Первым делом правительство Юсуфа провело реформу пенитенциарной системы и восстановило дипломатические и торговые отношения с Пакистаном.
Единственным существенным политическим достижением последнего десятилетия правления короля Захир-шаха стала конституция 1964 года.
В 1965 году состоялись выборы, которые независимые наблюдатели описывали как удивительно справедливые (в сравнении с предыдущими). В нижнюю палату парламента Волеси Джиргу попали и антироялисты, и левые, и правые, промышленники, религиозные деятели, роялисты и коммунисты.
Мохаммед Хашим Майвандвал был выдвинут королём на должность премьер-министра.
1 января 1965 года была основана Народно-демократическая партия Афганистана (партия коммунистической идеологии, ориентирующаяся на Москву, но названная демократической с целью пройти в парламент).
При этом афганская политическая система оставалась между демократией и монархией, ближе к последней. Король не разрешал многие политические партии. Демократия была только в нижней палате парламента, где могла звучать критика правительства и проводимой им политики.
В результате выборов 1969 года сформировалось законодательное собрание, соответствующее распределению политических сил в провинциальном Афганистане, где власть была в руках консервативных землевладельцев и бизнесменов. На тех выборах было избрано гораздо больше непуштунов, чем в 1965 году. Не была избрана ни одна женщина, большинство городских либералов не были переизбраны. Некоторые политики не были избраны в результате правительственных манипуляций с избирательным процессом, например, бывший премьер-министр социал-демократ Майвандвал.
Между 1969 и 1973 годами, с вялым и консервативным парламентом, афганская политика была нестабильной. И правые, и левые критиковали короля за то, что он не поддерживает собственных премьер-министров, в то же время в обществе росла политическая поляризация. Захир-шах через санкционированную конституцией ограниченную демократию пытался добиться политической стабильности страны, но потерпел неудачу. В 1973 году, когда король лечился за границей, Мухаммед Дауд совершил переворот и захватил власть. На этом Королевство Афганистан прекратило своё существование.

#### Конституция 1964 года
Через две недели после отставки Дауда в марте 1963 года Захир-шах собрал команду для создания новой конституции. В сентябре 1964 года конституция была обсуждена Лойя джиргой в составе 452 человек (из них 6 женщин) и утверждена, и через 10 дней Захир-шах её подписал.
По новой конституции:
- из всей королевской семьи только самому королю было разрешено участвовать в управлении страной, для всех остальных членов королевской семьи запрещена любая политическая деятельность;
- права личности были защищены от произвола племенных лидеров провинциальными представителями;
- религиозных консерваторов убедили принять светские положения, которые они когда-то считали неприемлемыми;
- всех граждан Афганистана стали называть афганцами (ранее многие люди рассматривали его как название для пуштунов);
- ислам назван «священной религией Афганистана», и ни один закон, «противоречащий основным принципам» ислама, не может быть принят;
- шариат используется в случаях, когда нет закона, принятого палатами парламента и подписанного королём;
- установлено верховенство светского права, религиозные судьи были включены в новую судебную систему в подчинённой роли.

## Экономика
Экономика Королевства Афганистан в значительной степени зависела от сельского хозяйства и добычи полезных ископаемых.
Соединенные Штаты и Советский Союз инвестировали в экономику нейтрального Афганистана, чтобы попытаться получить влияние во время холодной войны. Сюда входила программа из четырёх пунктов в 1951 году, когда Афганистан и Соединённые Штаты подписали в Кабуле соглашение о содействии развитию экономики, а также строительство 100-километрового трубопровода от Термеза до Мазари-Шарифа, который был построен в 1954 году. Афганистан получил 18,5 млн. долларов от Экспортно-импортного банка США, для реализации проекта ирригации земель в долине реки Гильменд.
В августе 1961 года Пакистан закрыл границу с Афганистаном из-за позиции премьер-министра Мухаммеда Дауда в отношении Пуштунистана, но она вновь открылась после отставки Дауда.

## Вооружённые силы
Премьер-министр Мухаммед Дауд, подписал сделку на поставку оружия на 3 миллиона долларов с Чехословакией и на 32,5 миллиона долларов с СССР в 1956 году. По условиям сделки афганским военным были поставлены танки Т-34 и реактивные истребители МиГ-17. К 1973 году от четверти до трети всех афганских офицеров прошли подготовку в Советском Союзе.